# 서울 미타사 아미타후불도
서울 미타사 아미타후불도는 대한민국 서울특별시 성북구, 미타사에 있는 조선시대의 불화이다. 2014년 7월 3일 서울특별시의 유형문화재 제358호로 지정되었다.

## 지정 사유
신중도, 지장보살도와 일습으로 상단탱화로 조성된 것임. 아미타후불도 중 평상에 앉은 사천왕상의 등장은 경북 예천군 서악사의 석가모니후불탱(1770년)의 전통을 계승한 것으로, 그 예가 많이 남아있지 않다는데 큰 의미가 있으므로 서울시 유형문화재로 지정하여 보호함이 타당하다고 판단됨.

## 조사보고서
대웅전에 봉안된 이 불화는 1873년에 신중도 및 지장시왕도와 동시에 한 조로 조성된 상단 탱화이다. 화기에 제작년대와 봉안장소, 발원내용은 없으나, 신중도를 보면 1873년 4월 삼각산 미타사에서 함께 제작, 봉안되었으며 지장시왕도에는 시주자가 자신의 부모인 亡者의 극락왕생을 원해 불화를 그려 모신 것을 확인할 수 있다.
아미타후불도는 극락보전, 아미타전, 무량수전에 봉안되는 것이 일반적이나 이 불화는 대웅전에 후불도로 모셔져있는 점이 특이하다. 이 불화는 아미타불좌상을 중심으로 8대보살, 10대제자, 사천왕, 금강역사 등이 배치된 아미타불의 법회모임(아미타극락회상도)을 표현하고 있다. 화면 중앙의 아미타삼존좌상(아미타불ㆍ관음보살ㆍ대세지보살)이 낮은 불단에 마련된 연화대좌에 결가부좌하고 있으며, 이 주위로 6대보살, 10대제자, 금강역사 등이 본존을 에워싸고 있다. 특히 화면 하단에 배열된 사천왕은 평상에 앉은 모습이다.
이와 같이 폭이 넓은 액자형의 화면 크기나 낮은 불단의 연화대좌에 앉은 삼존좌상의 모습, 평상에 앉은 사천왕상의 등장은 경북 예천군 서악사의 석가모니후불탱(1770년)의 전통을 계승한 것임을 확인 할 수 있다.
신중도, 지장보살도와 일습으로 상단탱화로 조성된 이 아미타후불도 중 평상에 앉은 사천왕상의 등장은 경북 예천군 서악사의 석가모니후불탱(1770년)의 전통을 계승한 것으로 그 예가 많이 남아있지 않다는데 큰 의미가 있으므로 서울시 유형문화재로 지정하여 보호함이 타당하다고 판단된다.

## 참고 자료
- 서울 미타사 아미타후불도 - 국가유산청 국가유산포털